# ستيوارت ديفيز (لاعب اتحاد الرغبي)
ستيوارت ديفيز (بالإنجليزية: Stuart Davies)‏ هو لاعب اتحاد الرغبي بريطاني، ولد في 2 سبتمبر 1965 في سوانزي في المملكة المتحدة.